# 1980 у хокеї з шайбою
Нижче наведені хокейні події 1980 року у всьому світі.

## Головні події
На зимових Олімпійських іграх у місті Лейк-Плесід золоті нагороди здобула збірна США.
У фіналі кубка Стенлі «Нью-Йорк Айлендерс» переміг «Філадельфію Флаєрс».

## Національні чемпіони
- Австрія: «Клагенфурт»

- Болгарія: «Левскі-Спартак» (Софія)
- Данія: «Воєнс» (Гадерслев)
- Італія: «Гардена» (Сельва-ді-Валь-Гардена)
- Нідерланди: «Фенстра Флаєрс» (Геренвен)
- НДР: «Динамо» (Берлін)
- Норвегія: «Фурусет» (Осло)
- Польща: «Заглембє» (Сосновець)
- Румунія: «Стяуа» (Бухарест)
- СРСР: ЦСКА (Москва)
- Угорщина: «Ференцварош» (Будапешт)
- Фінляндія: ГІФК (Гельсінкі)
- Франція: «Тур»
- ФРН: «Мангейм»
- Чехословаччина: СОНП (Кладно)
- Швейцарія: «Ароза»
- Швеція: «Брюнес» (Євле)
- Югославія: «Олімпія» (Любляна)

## Переможці міжнародних турнірів
- Кубок європейських чемпіонів: ЦСКА (Москва, СРСР)
- Турнір газети «Известия»: збірна СРСР
- Кубок Шпенглера: «Спартак» (Москва, СРСР)
- Північний кубок: ГІФК (Гельсінкі, Фінляндія)
- Кубок Татр: «Спарта» (Прага, Чехословаччина)
- Турнір газети «Советский спорт»: ЦСКА (Москва), «Сокіл» (Київ), «Динамо» (Москва)[1]

## Народились
- 1 листопада — Ріку Галь, фінський хокеїст.